# Умар-шейх
Муизз ад-Дин Умар-шейх (чагат. معز الدين عمر شيخ‎) (1356—1394) был вторым сыном среднеазиатского правителя Тамерлана.

## Детство и ранние годы
Историк Шарафиддин Али Йезди пишет о нём: «Он с детства был силён в военных делах, искусный наездник, неутомимый воин».
Уже с раннего возраста он начинает принимать участие в походах отца, вместе со своим братом Джахангиром. Во время борьбы с Джеттами (Камар ад-Дин улусбек Моголистана), Умар-шейх уже является наместником Ферганы. Кроме того, там же он принимал активное участие во многих сражениях против монголов. В 1376 году наступление Камар-ад-дина заставляет его бежать в горы. Во время семи походов Тамерлана на Моголистан, враг был вновь выдворен за границы империи.

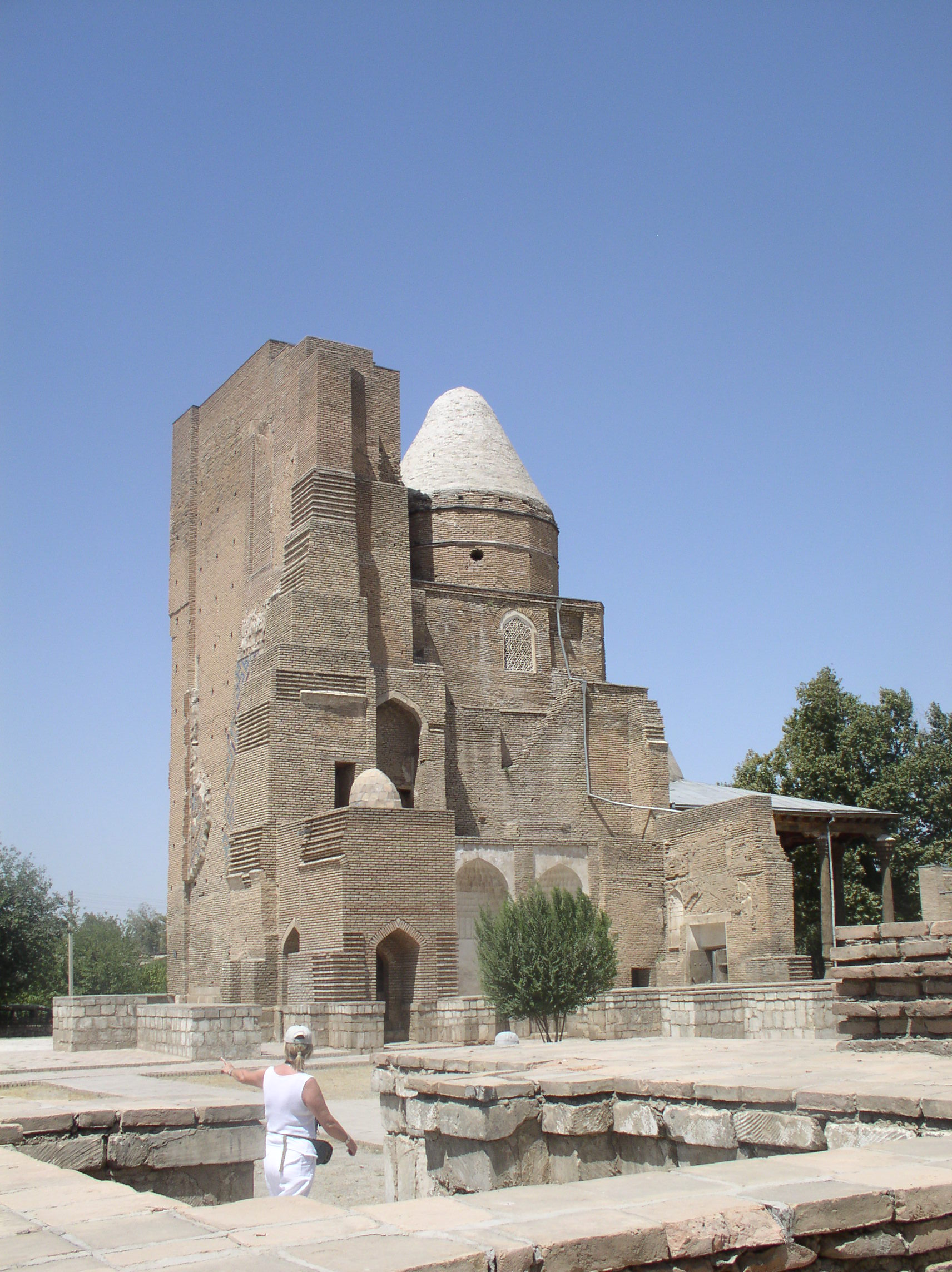
Мавзолей сыновей Тамерлана Джахангира и Умар-шейха в Шахрисябзе

## Война с Тохтамышем
Воспользовавшись войной Тамерлана с Моголистаном, Тохтамыш заключил союз с Камар ад-Дином и тем самым создал реальную угрозу владениям Тамерлана в Центральной Азии. Для более энергичного вовлечения Моголистана в войну с Тамерланом Тохтамыш направил в Центральную Азию многочисленное войско. Соединившись с армией Камар ад-Дина, войска ордынцев вторглись в Мавераннахр с территории Туркестана. Почти одновременно другой отряд золотоордынцев совместно с хорезмским войском ударил в направлении Мавераннахра с территории Хорезма, причём, воспользовавшись отсутствием Великого эмира.
В 1387 году Умар-шейх спешно собрал гарнизоны северных городов и пытался остановить Тохтамыша у Отрара, но под давлением превосходящих сил был вынужден отступить к Андижану. Тюрко-монголам не удалось овладеть этим городом, но они начали грабить страну, следуя примеру своих предков. Захватив неукреплённые пригороды, они осадили Бухару, окружили Самарканд, а на юге угрожали Карши. В 1388 году Тамерлан быстро вернулся и заставил Тохтамыша отступить.
В 1391 году наступила решающая стадия борьбы между Тохтамышем и Тамерланом. Во время быстрого марша войск Тамерлана Умар-шейх, который готовиться помочь отцу с севера, принимает гонца от Великого эмира. В приказе говорится — ничего не предпринимать, а оставаться в тылу врага и затем атаковать его в нужный момент. На рассвете пятого дня Великий эмир отбросил авангард Тохтамыша, а затем нанёс сокрушительный удар по центру армии тюрко-монголов. У тех было явное численное преимущество, но они были дезориентированы появлением Тамерлана и его смелыми манёврами. Сражение стало особенно кровавым, когда всадники Умаршайха ударили тюрко-монголов с тыла и вызвали в их рядах панику, которая вскоре перешла в полное беспорядочное отступление. Войска Тохтамыша и Камар ад-Дина спешно перешли Сырдарью и рассеялись в степях. Тамерлан не стал их преследовать, потому что опасался удара тюрко-монгольских банд с тыла, а в случае поражения он мог быть отрезан от Самарканда.

## Жёны и дети
Главной его женой вероятно была Маликат ага из рода правителей Моголистана, возможно, что она была Чингизидкой. В 1384 году она рожает ему сына — Искандер Султана, жёнами которого стали Бикиси Султан (дочь Миран-шаха) и Биби Фатима (дочь Кайхосрова Хаттуляна, сына Ганзал Судуна). В 1388 году она рожает ему ещё одного сына — Ахмада Мирзо, а в 1389 году Пир Мухаммада Мирзо, женой которого становиться дочь Гияс-ад-дина Тархана. Следующий сын рождается между 1392—1393 годами — Байкара Мирзо. После смерти Умар-шейха её, по обычаю левирата выдают замуж за его младшего брата — Шахруха.
Ещё одной женой Умар-шейха была — Лал Би Тукмак — дочь Ибрагима I, 33 Ширваншаха. Известно, что их брак был заключён уже после 1387 года в знак дружбы между Династиями Ширваншахов и Тимуридов.
Последней известной женой Умар-шейха была его двоюродная сестра по отцу, племянница Тамерлана, дочь его младшей сестры — Ширин-бек ага и её мужа Али Муйяда из племени Арлат.
Кроме перечисленных детей у Умар-шейха были несколько сыновей и дочерей. Али Мирзо умер во младенчестве, Рустем Мирзо, Сайид Ахмад Мирзо, и дочери: Султан бегим, Зубейда Султан и Баба бек.

## Назначение наместником и смерть
После завоевания Шираза, в 1394 году Умар-шейх был поставлен Тамерланом правителем Фарса. 16 января 1394 года Умар-шейх был убит курдской стрелой в бою близ крепости Хурмату, Курдистан.